# Tsutomu Hata
Pour les articles homonymes, voir Hata.
Tsutomu Hata (羽田 孜, Hata Tsutomu), né le 24 août 1935 à Ōta, un arrondissement de Tokyo, et mort le 28 août 2017 dans la même ville, est un homme d'État japonais, membre du Parti démocrate du Japon.
Il est Premier ministre du Japon du 28 avril au 30 juin 1994, à la tête d'une large coalition hétéroclite anti-Parti libéral-démocrate et anti-communiste.

## Biographie

### Origines, formations et carrière professionnelle
Tsutomu Hata est le premier fils de Bushirō Hata, un journaliste membre du Parti libéral-démocrate, originaire de la préfecture de Nagano et qui deviendra en 1937 député à la Chambre des représentants. 
En 1944, sa famille est évacuée vers Nagano pour échapper aux bombardements de Tokyo. À la suite de la capitulation du Japon, le père de Tsutomu Hata est expulsé de son poste de député par le général Douglas MacArthur et ne reviendra dans le monde politique qu'en 1952 en briguant un nouveau mandat de député.
Tsutomu Hata fit ses études à l'université de Seijo mais échouera à l'examen d'entrée pour devenir journaliste. Le jeune Hata ne se destinait pas à la politique comme son père et il semble même que sa future femme Yasuko avait posé comme condition à son mariage que son mari ne fasse pas de politique.
De 1958 à 1969, il est employé par la compagnie d'autobus du réseau Odakyu.

### Carrière politique
Après le retrait de son père de la vie politique en 1969, il lui succède à la Chambre des représentants pour sa circonscription de la préfecture de Nagano. Membre au sein du PLD de la plus importante faction, celle de Kakuei Tanaka, il en devient l'un des principaux lieutenants et se rapproche d'une autre figure montante de ce groupe, Ichirō Ozawa. Avec ce dernier, il commence à défendre à partir de la fin des années 1980 une réforme interne tant de la faction que du parti à la suite d'une série de scandales politico-financiers ainsi que la mise en place d'une politique conservatrice libérale inspirée de l'action de Margaret Thatcher au Royaume-Uni ou de Ronald Reagan aux États-Unis. Ils fondent finalement ensemble leur propre faction en 1992, le Forum 21, puis font finalement dissidence l'année suivante en créant le Parti du renouveau (新生党, Shinseitō). Tsutomu Hata en est le président et Ichirō Ozawa le secrétaire général. Ce parti devient l'un des poids lourds d'une vaste coalition anti-PLD et anti-communiste qui prend le pouvoir en 1993. Tsutomu Hata est d'abord vice-Premier ministre et ministre des Affaires étrangères du gouvernement formé par Morihiro Hosokawa. Puis lorsque celui-ci doit démissionner en avril 1994, Hata lui succède comme Premier ministre malgré l'opposition de deux composantes de la coalition, le Parti socialiste japonais (PSJ) et le Nouveau Parti pionnier (NPP, centriste et progressiste). Le PSJ quitte d'ailleurs la coalition tout en acceptant de ne pas voter de censure contre lui tant que le budget pour l'année fiscale 1994 n'aura pas été voté, tandis que le NPP ne fait plus partie du Cabinet. Il dirige donc un gouvernement de fait minoritaire. Le budget étant finalement voté en juin, et le PSJ et le NPP ayant annoncé qu'ils voteraient une motion de censure déposée par le PLD (préfigurant la création d'une grande coalition entre ces trois partis), Tsutomu Hata prend les devants en démissionnant avant la mise aux voix de la défiance parlementaire. 
Par la suite, il participe en décembre 1994 à la création du Parti de la nouvelle frontière (新進党, Shinshintō), une grande force d'opposition à la grande coalition, centriste, réformiste et libérale, réunissant les mouvements de l'alliance de 1993 autres que le PSJ et le NPP ainsi que de nouveaux dissidents du PLD opposés à son rapprochement avec les socialistes (dont l'ancien Premier ministre Toshiki Kaifu). Commence alors son éloignement avec son ancien allié Ichirō Ozawa. Candidat à la présidence du Parti de la nouvelle frontière en 1994 puis 1995, il est successivement battu par Kaifu puis Ozawa. En 1996, il quitte ce mouvement et crée sa propre formation, le Parti du Soleil, avant de rejoindre deux ans plus tard le Parti démocrate du Japon (PDJ), une formation de centre gauche sociale-libérale d'opposition au PLD.
Il meurt de causes naturelles le 28 août 2017.